# Hohenfurch
Hohenfurch est une commune d'Allemagne, en Haute-Bavière, dans l'Arrondissement de Weilheim-Schongau sur la Route Romantique, dans la région appelée Pfaffenwinkel (« Coin des calotins »).
Elle se situe au fond de la vallée de Schönach au milieu des prés et des forêts, avec les Alpes à l'horizon. Hohenfurch est un point de départ idéal pour des randonnées dans le Pfaffenwinkel et les régions alpestres.

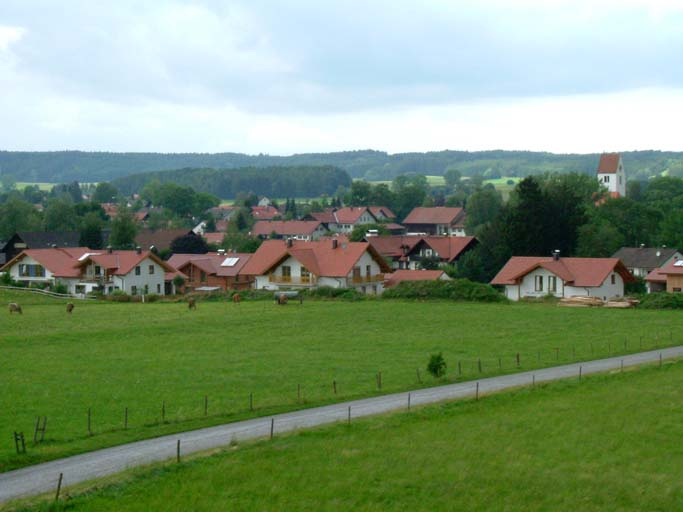
Hohenfurch